# Campeonato Regional de Santiago Norte de 2016–17
O Liga Regional (ou Insular) de Santiago Norte de 2016-17 foi a época de Associação Regional de Futebol de Santiago Norte (ARFSN), competição de futebol.  O número de clubes de temporada foi o primeiro com 12 clubes e dois rodadas.[carece de fontes?] Com ilha do Maio, foi o segundo tempo e primeiro presentado com 12 na Primeira Divisão e 10 na Segunda Divisão e 14 jogos por clube com sul da ilha.  O temporada iniciado em 17 de dezembro e terminado em 8 de maio.
O campeão do torneio foi o AJAC da Calheta conqustou o primeiro e único título é jogar em Campeonato Cabo-Verdiano de Futebol de 2016. Antes, uma disputa occurado após o rodada final contre Scorpion Vermelho e Varandinha, sobre o jogo de Varandinha. O jogo nacional entre Desportivo e representante de Santiago Norte foi suspendo até junho de 2016.
Foi um temporada com 26 rodadas (26 jogos por clube).
O campeonato regional foi suspendo em 7 de fevereiro foi dois semanas por não comparência dos árbitros na 17a e 25a rodadas até 25 de fevereiro de 2017 com ajuda com dois companhas melhores de telecomunicações.
O campeão regional vai entre disputado entre AJAC e Benfica de Santa Cruz em 7 de maio.   Conselho Jurisdicional penaliza AJAC de Calheta por uma semana na 11 de maio e tarde, Conselho de Justiça da FCF decide a favor da AJAC e jogar na campenato nacional na grupo A, uma dos três grupos. Presidente da AJAC Amarildo Semedo acredita que foi reposta a justiça desportiva.

## Clubes

### Primeira divisão
- AJAC (Calheta)
- Beira-Mar (Chão Bom/Tarrafal)
- Benfica
- Associação Juventus - Assomada
- Grémio Desportivo de Nhagar
- Scorpions
- Varandinha

 
|

### Segunda divisão
- GDR São Lourenço dos Órgãos (São Lourenço)

## Resumo da temporada

### Classificação final

#### Primeira divisão
| #  | Equipa                  | J  | V  | E | D  | GP | GC | SG  | Pts | Classificação                                                                 |
| -- | ----------------------- | -- | -- | - | -- | -- | -- | --- | --- | ----------------------------------------------------------------------------- |
| 1  | AJAC da Calheta (C) (Q) | 22 | 15 | 3 | 4  | 48 | 27 | +21 | 48  | Qualificado para Qualificado para Campeonato Cabo-Verdiano de Futebol de 2017 |
| 2  | Benfica de Santa Cruz   | 22 | 14 | 4 | 4  | 33 | 16 | +17 | 46  |                                                                               |
| 3  | Grémio Nhágar           | 23 | 11 | 6 | 6  | 38 | 29 | +9  | 39  |                                                                               |
| 4  | Desportivo da Calheta   | 22 | 12 | 1 | 9  | 38 | 33 | +5  | 37  |                                                                               |
| 5  | Varandinha              | 22 | 9  | 6 | 7  | 38 | 32 | +6  | 33  |                                                                               |
| 6  | Estrela dos Amadores    | 22 | 9  | 6 | 7  | 36 | 23 | +13 | 33  |                                                                               |
| 7  | SC Beira Mar            | 22 | 9  | 6 | 7  | 36 | 36 | 0   | 33  |                                                                               |
| 8  | Scorpion Vermelho       | 22 | 8  | 7 | 7  | 30 | 31 | −1  | 31  |                                                                               |
| 9  | Flor Jovem da Calheta   | 22 | 6  | 3 | 13 | 22 | 39 | −17 | 21  |                                                                               |
| 11 | Associação Juventus (R) | 22 | 4  | 4 | 14 | 22 | 46 | −24 | 16  | Rebaixado para Segunda Divisão de Santiago Norte de 2017-18                   |
| 12 | União Picos (R)         | 22 | 1  | 8 | 13 | 21 | 41 | −20 | 11  | Rebaixado para Segunda Divisão de Santiago Norte de 2017-18                   |

Fonte: [carece de fontes?]
Regras para classificação: 1º pontos; 2º saldo de gols; 3º gols pró.
(C) = Campeão; (R) = Rebaixado; (P) = Promovido; (O) = Vencedor do play-off; (A) = Classificado para a próxima fase. 
Somente aplicável se a temporada não tiver terminado: 
(Q) = Classificado para a fase do torneio indicada; (TQ) = Classificado para o torneio, mas não para a fase indicada; (DQ) = Desclassificado do torneio.

### Segunda Divisão
- 1a: GDR São Lourenço

### Resultados
| Rodada 1              | Rodada 1 | Rodada 1              | Rodada 1    | Rodada 1        | Rodada 1 | Rodada 1 | Rodada 1 | Rodada 1 | Rodada 1 | Rodada 1 | Rodada 1 |
| Casa                  | Gols     | Visitador             | Estádio     | Data            | Hora     |          |          |          |          |          |          |
| --------------------- | -------- | --------------------- | ----------- | --------------- | -------- | -------- | -------- | -------- | -------- | -------- | -------- |
| Scorpions Vermelho    | 0 - 4    | Estrelas dos Amadores | 25 de Julho | 17 de dezembro  | 14:00    |          |          |          |          |          |          |
| União Picos           | 1 - 1    | Desp. Santa Cruz      | Cumbém      | 17 de dezembro  | 14:00    |          |          |          |          |          |          |
| AJAC Calheta          | 2 - 0    | Desp. Calheta         | Calheta     | 17 de dezembro  | 15:00    |          |          |          |          |          |          |
| Beira-Mar             | 2 - 2    | Varandinha            | Tarrafal    | 17 de dezembro  | 15:00    |          |          |          |          |          |          |
| Benfica               | 1 - 0    | Flor Jovem            | 25 de Julho | 17 de dezembro  | 16:00    |          |          |          |          |          |          |
| Grémio Nhagar         | 3 - 0    | Juventus              | Cumbém      | 17 de dezembro  | 16:00    |          |          |          |          |          |          |
| Rodada 2              |          |                       |             |                 |          |          |          |          |          |          |          |
| Casa                  | Gols     | Visitador             | Estádio     | Data            | Hora     |          |          |          |          |          |          |
| Grémio Nhagar         | 1 - 1    | Benfica               | Cumbém      | 22 de dezembro  | 14:00    |          |          |          |          |          |          |
| Varandinha            | 2 - 1    | União Picos           | Tarrafal    | 22 de dezembro  | 14:00    |          |          |          |          |          |          |
| Desp. Calheta         | 1 - 0    | Flor Jovem            | Calheta     | 22 de dezembro  | 15:00    |          |          |          |          |          |          |
| Desp. Santa Cruz      | 1 - 2    | AJAC Calheta          | 25 de Julho | 22 de dezembro  | 15:00    |          |          |          |          |          |          |
| Juventus              | 0 - 3    | Scorpions Vermelho    | Cumbém      | 22 de dezembro  | 16:00    |          |          |          |          |          |          |
| Estrelas dos Amadores | 1 - 0    | Beira-Mar             | Tarrafal    | 22 de dezembro  | 16:00    |          |          |          |          |          |          |
| Rodada 3              |          |                       |             |                 |          |          |          |          |          |          |          |
| Casa                  | Gols     | Visitador             | Estádio     | Data            | Hora     |          |          |          |          |          |          |
| Scorpions Vermelho    | 2 - 2    | Grémio Nhagar         | 25 de Julho | 29 de dezembro  | 14:00    |          |          |          |          |          |          |
| Flor Jovem            | 1 - 1    | Desp. Santa Cruz      | Calheta     | 29 de dezembro  | 14:00    |          |          |          |          |          |          |
| Juventus              | 1 - 5    | Beira-Mar             | Cumbém      | 29 de dezembro  | 14:00    |          |          |          |          |          |          |
| Benfica               | 0 - 1    | Desp. Calheta         | 25 de Julho | 29 de dezembro  | 16:00    |          |          |          |          |          |          |
| AJAC Calheta          | 1 - 0    | Varandinha            | Calheta     | 29 de dezembro  | 16:00    |          |          |          |          |          |          |
| União Picos           | 1 - 2    | Estrelas dos Amadores | Cumbém      | 29 de dezembro  | 16:00    |          |          |          |          |          |          |
| Rodada 4              |          |                       |             |                 |          |          |          |          |          |          |          |
| Casa                  | Gols     | Visitador             | Estádio     | Data            | Hora     |          |          |          |          |          |          |
| Desp. Santa Cruz      | 1 - 2    | Desp. Calheta         | 25 de Julho | 7 de janeiro    | 14:00    |          |          |          |          |          |          |
| Juventus              | 1 - 1    | União Picos           | Cumbém      | 7 de janeiro    | 14:00    |          |          |          |          |          |          |
| Estrelas dos Amadores | 1 - 1    | AJAC Calheta          | Tarrafal    | 7 de janeiro    | 15:00    |          |          |          |          |          |          |
| Scorpions Vermelho    | 1 - 2    | Benfica               | 25 de Julho | 7 de janeiro    | 16:00    |          |          |          |          |          |          |
| Grémio Nhagar         | 0 - 1    | Beira-Mar             | Cumbém      | 7 de janeiro    | 16:00    |          |          |          |          |          |          |
| Varandinha            | 3 - 1    | Flor Jovem            | Tarrafal    | 8 de janeiro    | 16:00    |          |          |          |          |          |          |
| Rodada 5              |          |                       |             |                 |          |          |          |          |          |          |          |
| Casa                  | Gols     | Visitador             | Estádio     | Data            | Hora     |          |          |          |          |          |          |
| Flor Jovem            | 0 - 3    | Estrelas dos Amadores | Calheta     | 11 de janeiro   | 14:00    |          |          |          |          |          |          |
| Beira-Mar             | 1 - 1    | Scorpions Vermelho    | Tarrafal    | 11 de janeiro   | 15:00    |          |          |          |          |          |          |
| Desp. Calheta         | 1 - 4    | Varandinha            | Calheta     | 11 de janeiro   | 16:00    |          |          |          |          |          |          |
| AJAC Calheta          | 3 - 1    | Juventus              | Calheta     | 12 de janeiro   | 15:00    |          |          |          |          |          |          |
| Benfica               | 1 - 0    | Desp. Santa Cruz      | 25 de Julho | 13 de janeiro   | 15:00    |          |          |          |          |          |          |
| União Picos           | 1 - 2    | Grémio Nhagar         | Cumbém      | 14 de janeiro   | 15:00    |          |          |          |          |          |          |
| Rodada 6              |          |                       |             |                 |          |          |          |          |          |          |          |
| Casa                  | Gols     | Visitador             | Estádio     | Data            | Hora     |          |          |          |          |          |          |
| Varandinha            | 1 - 1    | Desp. Santa Cruz      | Tarrafal    | 20 de janeiro   | 15:00    |          |          |          |          |          |          |
| Scorpions Vermelho    | 1 - 0    | União Picos           | 25 de Julho | 21 de janeiro   | 14:00    |          |          |          |          |          |          |
| Beira-Mar             | 0 - 2    | Benfica               | Tarrafal    | 21 de janeiro   | 14:00    |          |          |          |          |          |          |
| Estrelas dos Amadores | 0 - 1    | Desp. Calheta         | Tarrafal    | 21 de janeiro   | 16:00    |          |          |          |          |          |          |
| Grémio Nhagar         | 3 - 1    | AJAC Calheta          | Cumbém      | 21 de janeiro   | 16:00    |          |          |          |          |          |          |
| Juventus              | 0 - 1    | Flor Jovem            | Cumbém      | 21 de janeiro   | 16:00    |          |          |          |          |          |          |
| Rodada 7              |          |                       |             |                 |          |          |          |          |          |          |          |
| Casa                  | Gols     | Visitador             | Estádio     | Data            | Hora     |          |          |          |          |          |          |
| Desp. Santa Cruz      | 1 - 2    | Estrelas dos Amadores | 25 de Julho | 25 de janeiro   | 14:00    |          |          |          |          |          |          |
| Desp. Calheta         | 0 - 2    | Juventus              | Calheta     | 25 de janeiro   | 14:00    |          |          |          |          |          |          |
| União Picos           | 2 - 2    | Beira-Mar             | Cumbém      | 25 de janeiro   | 15:00    |          |          |          |          |          |          |
| Benfica               | 2 - 1    | Varandinha            | 25 de Julho | 25 de janeiro   | 16:00    |          |          |          |          |          |          |
| AJAC Calheta          | 2 - 0    | Scorpions Vermelho    | Calheta     | 25 de janeiro   | 16:00    |          |          |          |          |          |          |
| Flor Jovem            | 4 - 3    | Grémio Nhagar         | Calheta     | 26 de janeiro   | 15:00    |          |          |          |          |          |          |
| Rodada 8              |          |                       |             |                 |          |          |          |          |          |          |          |
| Casa                  | Gols     | Visitador             | Estádio     | Data            | Hora     |          |          |          |          |          |          |
| Juventus              | 0 - 3    | Desp. Santa Cruz      | Cumbém      | 28 de janeiro   | 16:00    |          |          |          |          |          |          |
| Grémio Nhagar         | 2 - 1    | Desp. Calheta         | Cumbém      | 29 de janeiro   | 14:00    |          |          |          |          |          |          |
| Beira-Mar             | 2 - 4    | AJAC Calheta          | Tarrafal    | 29 de janeiro   | 14:00    |          |          |          |          |          |          |
| Scorpions Vermelho    | 3 - 2    | Flor Jovem            | 25 de Julho | 29 de janeiro   | 15:00    |          |          |          |          |          |          |
| União Picos           | 0 - 1    | Benfica               | Cumbém      | 29 de janeiro   | 16:00    |          |          |          |          |          |          |
| Estrelas dos Amadores | 0 - 1    | Varandinha            | Tarrafal    | 29 de janeiro   | 16:00    |          |          |          |          |          |          |
| Rodada 9              |          |                       |             |                 |          |          |          |          |          |          |          |
| Casa                  | Gols     | Visitador             | Estádio     | Data            | Hora     |          |          |          |          |          |          |
| Varandinha            | 3 - 1    | Juventus              | Tarrafal    | 5 de fevereiro  | 14:00    |          |          |          |          |          |          |
| Desp. Calheta         | 1 - 2    | Scorpions Vermelho    | Calheta     | 5 de fevereiro  | 14:00    |          |          |          |          |          |          |
| Desp. Santa Cruz      | 1 - 2    | Grémio Nhagar         | 25 de Julho | 5 de fevereiro  | 14:00    |          |          |          |          |          |          |
| Benfica               | 0 - 1    | Estrelas dos Amadores | 25 de Julho | 5 de fevereiro  | 16:00    |          |          |          |          |          |          |
| AJAC Calheta          | 2 - 2    | União Picos           | Calheta     | 5 de fevereiro  | 16:00    |          |          |          |          |          |          |
| Beira-Mar             | 2 - 0    | Flor Jovem            | Tarrafal    | 5 de fevereiro  | 16:00    |          |          |          |          |          |          |
| Rodada 10             |          |                       |             |                 |          |          |          |          |          |          |          |
| Casa                  | Gols     | Visitador             | Estádio     | Data            | Hora     |          |          |          |          |          |          |
| Grémio Nhagar         | 3 - 2    | Varandinha            | Cumbém      | 25 de fevereiro | 14:00    |          |          |          |          |          |          |
| Scorpions Vermelho    | 1 - 0    | Desp. Santa Cruz      | 25 de Julho | 25 de fevereiro | 15:00    |          |          |          |          |          |          |
| AJAC Calheta          | 1 - 2    | Benfica               | Calheta     | 25 de fevereiro | 16:00    |          |          |          |          |          |          |
| Juventus              | 1 - 3    | Estrelas dos Amadores | Cumbém      | 25 de fevereiro | 16:00    |          |          |          |          |          |          |
| Beira-Mar             | 1 - 3    | Desp. Calheta         | Tarrafal    | 25 de fevereiro | 16:00    |          |          |          |          |          |          |
| União Picos           | 2 - 2    | Flor Jovem            | Cumbém      | 26 de fevereiro | 16:00    |          |          |          |          |          |          |
| Rodada 11             |          |                       |             |                 |          |          |          |          |          |          |          |
| Casa                  | Gols     | Visitador             | Estádio     | Data            | Hora     |          |          |          |          |          |          |
| Benfica               | 3 - 1    | Juventus              | 25 de Julho | 4 de março      | 14:00    |          |          |          |          |          |          |
| Flor Jovem            | 0 - 3    | AJAC Calheta          | Calheta     | 4 de março      | 15:00    |          |          |          |          |          |          |
| Estrelas dos Amadores | 4 - 0    | Grémio Nhagar         | Tarrafal    | 4 de março      | 16:00    |          |          |          |          |          |          |
| Desp. Santa Cruz      | 2 - 2    | Beira-Mar             | 25 de Julho | 4 de março      | 16:00    |          |          |          |          |          |          |
| Desp. Calheta         | 2 - 0    | União Picos           | Calheta     | 5 de março      | 14:00    |          |          |          |          |          |          |
| Varandinha            | 0 - 0    | Scorpions Vermelho    | Tarrafal    | 5 de março      | 15:00    |          |          |          |          |          |          |
| Rodada 12             |          |                       |             |                 |          |          |          |          |          |          |          |
| Casa                  | Gols     | Visitador             | Estádio     | Data            | Hora     |          |          |          |          |          |          |
| Flor Jovem            | 0 - 2    | Benfica               | Calheta     | 11 de março     | 14:00    |          |          |          |          |          |          |
| Estrelas dos Amadores | 1 - 2    | Scorpions Vermelho    | Tarrafal    | 11 de março     | 14:00    |          |          |          |          |          |          |
| Juventus              | 1 - 2    | Grémio Nhagar         | Cumbém      | 3 de maio       |          |          |          |          |          |          |          |
| Desp. Calheta         | 4 - 0    | AJAC Calheta          | Calheta     | 11 de março     | 16:00    |          |          |          |          |          |          |
| Desp. Santa Cruz      | 3 - 2    | União Picos           | 25 de Julho | 11 de março     | 16:00    |          |          |          |          |          |          |
| Varandinha            | 2 - 2    | Beira-Mar             | Tarrafal    | 11 de março     | 16:00    |          |          |          |          |          |          |
| Rodada 13             |          |                       |             |                 |          |          |          |          |          |          |          |
| Casa                  | Gols     | Visitador             | Estádio     | Data            | Hora     |          |          |          |          |          |          |
| Benfica               | 0 - 0    | Grémio Nhagar         | 25 de Julho | 15 de março     | 14:00    |          |          |          |          |          |          |
| Flor Jovem            | 0 - 1    | Desp. Calheta         | Calheta     | 15 de março     |          |          |          |          |          |          |          |
| Scorpions Vermelho    | 0 - 0    | Juventus              | 25 de Julho | 15 de março     |          |          |          |          |          |          |          |
| AJAC Calheta          | 4 - 1    | Desp. Santa Cruz      | Calheta     | 15 de março     |          |          |          |          |          |          |          |
| União Picos           | 2 - 3    | Varandinha            | Cumbém      | 15 de março     | 15:00    |          |          |          |          |          |          |
| Beira-Mar             | 1 - 1    | Estrelas dos Amadores | Tarrafal    | 15 de março     | 15:00    |          |          |          |          |          |          |
| Rodada 14             |          |                       |             |                 |          |          |          |          |          |          |          |
| Casa                  | Gols     | Visitador             | Estádio     | Data            | Hora     |          |          |          |          |          |          |
| Estrelas dos Amadores | 0 - 0    | União Picos           | Tarrafal    | 19 de março     |          |          |          |          |          |          |          |
| Beira-Mar             | 2 - 1    | Juventus              | Tarrafal    | 19 de março     |          |          |          |          |          |          |          |
| Varandinha            | 0 - 1    | AJAC Calheta          | Tarrafal    | 19 de março     |          |          |          |          |          |          |          |
| Grémio Nhagar         | 0 - 0    | Scorpions Vermelho    | Cumbém      | 19 de março     |          |          |          |          |          |          |          |
| Desp. Calheta         | 2 - 3    | Benfica               | Calheta     | 19 de março     |          |          |          |          |          |          |          |
| Desp. Santa Cruz      | 0 - 2    | Flor Jovem            | 25 de Julho | 19 de março     |          |          |          |          |          |          |          |
| Rodada 15             |          |                       |             |                 |          |          |          |          |          |          |          |
| Casa                  | Gols     | Visitador             | Estádio     | Data            | Hora     |          |          |          |          |          |          |
| Flor Jovem            | 2 - 1    | Varandinha            | Calheta     | 25 de março     | 14:00    |          |          |          |          |          |          |
| Benfica               | 0 - 1    | Scorpions Vermelho    | 25 de Julho | 25 de março     | 16:00    |          |          |          |          |          |          |
| União Picos           | 1 - 1    | Juventus              | Cumbém      | 25 de março     | 16:00    |          |          |          |          |          |          |
| AJAC Calheta          | 1 - 0    | Estrelas dos Amadores | Calheta     | 25 de março     | 16:00    |          |          |          |          |          |          |
| Beira-Mar             | 2 - 1    | Grémio Nhagar         | Tarrafal    | 25 de março     | 16:00    |          |          |          |          |          |          |
| Desp. Calheta         | 1 - 2    | Desp. Santa Cruz      | Calheta     | 26 de março     | 16:00    |          |          |          |          |          |          |
| Rodada 16             |          |                       |             |                 |          |          |          |          |          |          |          |
| Casa                  | Gols     | Visitador             | Estádio     | Data            | Hora     |          |          |          |          |          |          |
| Varandinha            | 1 - 2    | Desp. Calheta         | Tarrafal    | 1 de abril      | 14:00    |          |          |          |          |          |          |
| Grémio Nhagar         | 4 - 1    | União Picos           | Cumbém      | 1 de abril      | 14:00    |          |          |          |          |          |          |
| Scorpions Vermelho    | 0 - 2    | Beira-Mar             | 25 de Julho | 1 de abril      | 14:00    |          |          |          |          |          |          |
| Desp. Santa Cruz      | 0 - 1    | Benfica               | 25 de Julho | 1 de abril      | 16:00    |          |          |          |          |          |          |
| Estrelas dos Amadores | 3 - 0    | Flor Jovem            | Tarrafal    | 1 de abril      | 16:00    |          |          |          |          |          |          |
| Juventus              | 2 - 4    | AJAC Calheta          | Cumbém      | 1 de abril      | 16:00    |          |          |          |          |          |          |
| Rodada 17             |          |                       |             |                 |          |          |          |          |          |          |          |
| Casa                  | Gols     | Visitador             | Estádio     | Data            | Hora     |          |          |          |          |          |          |
| Desp. Santa Cruz      | 1 - 1    | Varandinha            | 25 de Julho | 8 de abril      | 14:00    |          |          |          |          |          |          |
| Desp. Calheta         | 1 - 1    | Estrelas dos Amadores | Calheta     | 8 de abril      | 14:00    |          |          |          |          |          |          |
| União Picos           | 1 - 1    | Scorpions Vermelho    | Cumbém      | 8 de abril      | 16:00    |          |          |          |          |          |          |
| AJAC Calheta          | 1 - 1    | Grémio Nhagar         | Calheta     | 8 de abril      | 16:00    |          |          |          |          |          |          |
| Benfica               | 3 - 0    | Beira-Mar             | 25 de Julho | 8 de abril      | 16:00    |          |          |          |          |          |          |
| Flor Jovem            | 1 - 2    | Juventus              | Calheta     | 9 de abril      | 16:00    |          |          |          |          |          |          |
| Rodada 18             |          |                       |             |                 |          |          |          |          |          |          |          |
| Casa                  | Gols     | Visitador             | Estádio     | Data            | Hora     |          |          |          |          |          |          |
| Beira-Mar             | 1 - 0    | União Picos           | Tarrafal    | 12 de abril     | 15:00    |          |          |          |          |          |          |
| Varandinha            | 0 - 2    | Benfica               | Tarrafal    | 13 de abril     | 14:00    |          |          |          |          |          |          |
| Scorpions Vermelho    | 4 - 2    | AJAC Calheta          | 25 de Julho | 13 de abril     | 14:00    |          |          |          |          |          |          |
| Grémio Nhagar         | 0 - 1    | Flor Jovem            | Cumbém      | 13 de abril     | 14:00    |          |          |          |          |          |          |
| Estrelas dos Amadores | 0 - 0    | Desp. Santa Cruz      | Tarrafal    | 13 de abril     | 16:00    |          |          |          |          |          |          |
| Juventus              | 1 - 2    | Desp. Calheta         | Cumbém      | 13 de abril     | 16:00    |          |          |          |          |          |          |
| Rodada 19             |          |                       |             |                 |          |          |          |          |          |          |          |
| Casa                  | Gols     | Visitador             | Estádio     | Data            | Hora     |          |          |          |          |          |          |
| Flor Jovem            | 0 - 0    | Scorpions Vermelho    | Calheta     | 18 de abril     | 16:00    |          |          |          |          |          |          |
| Benfica               | 2 - 0    | União Picos           | 25 de Julho | 19 de abril     | 14:00    |          |          |          |          |          |          |
| AJAC Calheta          | 2 - 1    | Beira-Mar             | Calheta     | 19 de abril     | 14:00    |          |          |          |          |          |          |
| Varandinha            | 4 - 3    | Estrelas dos Amadores | Tarrafal    | 19 de abril     | 15:00    |          |          |          |          |          |          |
| Desp. Santa Cruz      | 0 - 1    | Juventus              | 25 de Julho | 19 de abril     | 16:00    |          |          |          |          |          |          |
| Desp. Calheta         | 1 - 3    | Grémio Nhagar         | Calheta     | 19 de abril     | 16:00    |          |          |          |          |          |          |
| Rodada 20             |          |                       |             |                 |          |          |          |          |          |          |          |
| Casa                  | Gols     | Visitador             | Estádio     | Data            | Hora     |          |          |          |          |          |          |
| Scorpions Vermelho    | 3 - 4    | Desp. Calheta         | 25 de Julho | 23 de abril     |          |          |          |          |          |          |          |
| Grémio Nhagar         | 2 - 1    | Desp. Santa Cruz      | Cumbém      | 23 de abril     |          |          |          |          |          |          |          |
| Juventus              | 1 - 3    | Varandinha            | Calheta     | 23 de abril     |          |          |          |          |          |          |          |
| Flor Jovem            | 2 - 3    | Beira-Mar             | Calheta     | 23 de abril     |          |          |          |          |          |          |          |
| Estrelas dos Amadores | 1 - 1    | Benfica               | Tarrafal    | 23 de abril     |          |          |          |          |          |          |          |
| União Picos           | 0 - 3    | AJAC Calheta          | Cumbém      | 23 de abril     |          |          |          |          |          |          |          |
| Rodada 21             |          |                       |             |                 |          |          |          |          |          |          |          |
| Casa                  | Gols     | Visitador             | Estádio     | Data            | Hora     |          |          |          |          |          |          |
| Varandinha            | 0 - 0    | Grémio Nhagar         | Tarrafal    | 29 de abril     | 14:00    |          |          |          |          |          |          |
| Desp. Santa Cruz      | 3 - 2    | Scorpions Vermelho    | 25 de Julho | 29 de abril     | 15:00    |          |          |          |          |          |          |
| Estrelas dos Amadores | 1 - 2    | Juventus              | Tarrafal    | 29 de abril     | 16:00    |          |          |          |          |          |          |
| Desp. Calheta         | 6 - 3    | Beira-Mar             | Calheta     | 29 de abril     | 16:00    |          |          |          |          |          |          |
| Benfica               | 2 - 3    | AJAC Calheta          | 25 de Julho | 30 de abril     | 16:00    |          |          |          |          |          |          |
| Flor Jovem            | 3 - 0    | União Picos           | Calheta     | 3 de maio       | 15:00    |          |          |          |          |          |          |
| Rodada 22             |          |                       |             |                 |          |          |          |          |          |          |          |
| Casa                  | Gols     | Visitador             | Estádio     | Data            | Hora     |          |          |          |          |          |          |
| União Picos           | 2 - 1    | Desp. Calheta         | Cumbém      | 6 de maio       | 14:00    |          |          |          |          |          |          |
| Juventus              | 2 - 2    | Benfica               | Cumbém      | 6 de maio       | 16:00    |          |          |          |          |          |          |
| AJAC Calheta          | 5 - 0    | Flor Jovem            | Calheta     | 6 de maio       | 16:00    |          |          |          |          |          |          |
| Scorpions Vermelho    | 3 - 4    | Varandinha            | 25 de Julho | 6 de maio       | 16:00    |          |          |          |          |          |          |
| Beira-Mar             | 1 - 0    | Desp. Santa Cruz      | Calheta     | 6 de maio       | 16:00    |          |          |          |          |          |          |
| Grémio Nhagar         | 4 - 3    | Estrelas dos Amadores | Cumbém      | 7 de maio       | 16:00    |          |          |          |          |          |          |

## Posições por rodada
| Clube / Semana           | 01 | 02 | 03 | 04 | 05 | 06 | 07 | 08 | 09 | 10 | 11 | 12 | 13 | 14 | 15 | 16 | 17 | 18 | 19 | 20 | 21 | 22 |
| ------------------------ | -- | -- | -- | -- | -- | -- | -- | -- | -- | -- | -- | -- | -- | -- | -- | -- | -- | -- | -- | -- | -- | -- |
| AJAC da Calheta          | 3  | 2  | 2  | 2  | 2  | 2  | 2  | 1  | 1  | 4  | 3  | 3  | 3  | 2  | 1  | 1  | 2  | 2  | 2  | 2  | 2  | 1  |
| Beira-Mar                | 6  | 8  | 5  | 4  | 6  | 7  | 7  | 8  | 7  | 8  | 8  | 8  | 8  | 8  | 8  | 7  | 7  | 6  | 7  | 7  | 8  | 7  |
| Benfica de Santa Cruz    | 4  | 5  | 7  | 6  | 4  | 3  | 3  | 2  | 3  | 2  | 2  | 1  | 1  | 1  | 2  | 2  | 1  | 1  | 1  | 1  | 1  | 2  |
| Desportivo da Calheta    | 10 | 7  | 3  | 3  | 5  | 4  | 4  | 6  | 8  | 7  | 7  | 4  | 4  | 4  | 5  | 4  | 4  | 4  | 4  | 3  | 3  | 4  |
| Desportivo de Santa Cruz | 7  | 9  | 9  | 9  | 10 | 10 | 12 | 10 | 10 | 10 | 10 | 9  | 9  | 10 | 10 | 10 | 9  | 10 | 10 | 10 | 10 | 10 |
| Estrela dos Amadores     | 1  | 1  | 1  | 1  | 1  | 1  | 1  | 3  | 2  | 1  | 1  | 2  | 2  | 3  | 3  | 3  | 3  | 3  | 3  | 4  | 4  | 6  |
| Flor Jovem da Calheta    | 9  | 11 | 11 | 11 | 11 | 9  | 9  | 9  | 9  | 9  | 9  | 10 | 10 | 9  | 9  | 9  | 10 | 9  | 9  | 9  | 9  | 9  |
| Grémio Nhágar            | 2  | 3  | 4  | 7  | 7  | 6  | 5  | 4  | 5  | 3  | 5  | 6  | 7  | 7  | 7  | 6  | 6  | 7  | 6  | 5  | 5  | 3  |
| Juventus Assomada        | 11 | 12 | 12 | 12 | 12 | 12 | 10 | 11 | 12 | 12 | 12 | 12 | 12 | 12 | 12 | 12 | 11 | 11 | 11 | 11 | 11 | 11 |
| Scorpion Vermelho        | 12 | 6  | 8  | 8  | 8  | 8  | 8  | 7  | 6  | 6  | 6  | 5  | 6  | 5  | 4  | 5  | 5  | 5  | 5  | 6  | 6  | 8  |
| União Picos              | 8  | 10 | 10 | 10 | 9  | 11 | 11 | 12 | 11 | 11 | 11 | 11 | 11 | 11 | 11 | 11 | 12 | 12 | 12 | 12 | 12 | 12 |
| Varandinha               | 5  | 4  | 6  | 5  | 3  | 5  | 6  | 5  | 4  | 5  | 5  | 7  | 5  | 6  | 6  | 8  | 8  | 8  | 8  | 8  | 7  | 5  |

| Vencedor AJAC da Calheta 1º título |